# Nobuo Fujishima
Nobuo Fujishima (født 8. april 1950) er en japansk fodboldspiller.

## Japans fodboldlandshold
| Japans landshold | Japans landshold | Japans landshold |
| År               | Kmp              | Mål              |
| ---------------- | ---------------- | ---------------- |
| 1971             | 1                | 0                |
| 1972             | 6                | 0                |
| 1973             | 4                | 0                |
| 1974             | 6                | 0                |
| 1975             | 12               | 3                |
| 1976             | 16               | 3                |
| 1977             | 5                | 0                |
| 1978             | 12               | 1                |
| 1979             | 3                | 0                |
| Total            | 65               | 7                |